# Morgan Poaty
Morgan Poaty (Rodez, 15 juli 1997) is een Congolees-Frans voetballer die sinds 2023 uitkomt voor FC Lausanne-Sport.

## Clubcarrière
In juli 2021 ondertekende Poaty een contract voor twee seizoenen bij de Belgische eersteklasser RFC Seraing. In zijn debuutseizoen, waarin Seraing barragewedstrijden tegen RWDM nodig had om zich te handhaven in de Jupiler Pro League, miste de Franse Congolees slechts drie competitiewedstrijden. Zijn statuut binnen de ploeg veranderde evenwel als gevolg van de trainerswissel in december 2021: onder Jordi Condom Aulí was hij slechts eenmaal invaller, onder Jean-Louis Garcia schipperde hij tussen basisplaatsen en invalbeurten.
Ook in het seizoen 2022/23 miste Poaty slechts drie competitiewedstrijden. De Franse Congolees, die dat seizoen afwisselend als linksback en linkermiddenvelder speelde, moest zich na zijn basisplaats tegen Zulte Waregem op de openingsspeeldag tevredenstellen met vier invalbeurten op rij, maar daarna was hij weer zeker van zijn basisstek. Poaty scoorde dat seizoen drie keer: op de tiende competitiespeeldag legde hij de 0-2-eindscore vast in de derby tegen Standard Luik, in de terugronde scoorde hij in de 2-1-zege tegen OH Leuven en in het 1-1-gelijkspel tegen Zulte Waregem. Op het einde van het seizoen degradeerde Seraing naar Eerste klasse B.
Op 22 augustus 2023 kondigde FC Lausanne-Sport aan dat Poaty, die elf dagen eerder nog een volledige wedstrijd had meegespeeld tegen SL16 FC op de openingsspeeldag van de Challenger Pro League, een tweejarig contract bij hen had ondertekend. Net als twee jaar eerder ging Poaty aan de slag bij de promovendus: de club was in het seizoen 2021/22 laatste geëindigd in de Super League, maar stond een jaar later opnieuw op het hoogste niveau.

## Interlandcarrière
Poaty kwam in 2013 acht keer uit voor Frankrijk –16. Op 9 oktober 2021 maakte hij evenwel zijn interlanddebuut voor Congo-Brazzaville. In de WK-kwalificatiewedstrijd tegen Togo (1-1-gelijkspel) liet bondscoach Paul Put hem starten, al kwam Poaty uiteindelijk maar een dik halfuur in actie door een blessure.
| Interlands van Morgan Poaty | Interlands van Morgan Poaty | Interlands van Morgan Poaty     | Interlands van Morgan Poaty | Interlands van Morgan Poaty  | Interlands van Morgan Poaty | Interlands van Morgan Poaty |
| No.                         | Datum                       | Wedstrijd                       | Uitslag                     | Soort Wedstrijd              | Doelpunten                  |                             |
| Als speler bij RFC Seraing  | Als speler bij RFC Seraing  | Als speler bij RFC Seraing      | Als speler bij RFC Seraing  | Als speler bij RFC Seraing   | Als speler bij RFC Seraing  | Als speler bij RFC Seraing  |
| --------------------------- | --------------------------- | ------------------------------- | --------------------------- | ---------------------------- | --------------------------- | --------------------------- |
| 1.                          | 9 oktober 2021              | Togo – Congo-Brazzaville        | 1 – 1                       | Kwalificatie WK 2022         | -                           |                             |
| 2.                          | 23 maart 2023               | Congo-Brazzaville – Zuid-Soedan | 1 – 2                       | Kwalificatie Afrika Cup 2023 | -                           |                             |
| 3.                          | 27 maart 2023               | Zuid-Soedan – Congo-Brazzaville | 0 – 1                       | Kwalificatie Afrika Cup 2023 | -                           |                             |
| Totaal                      | Totaal                      | Totaal                          | Totaal                      | Totaal                       | -                           |                             |

Bijgewerkt tot 23 augustus 2023